# 志免鉱業所竪坑櫓

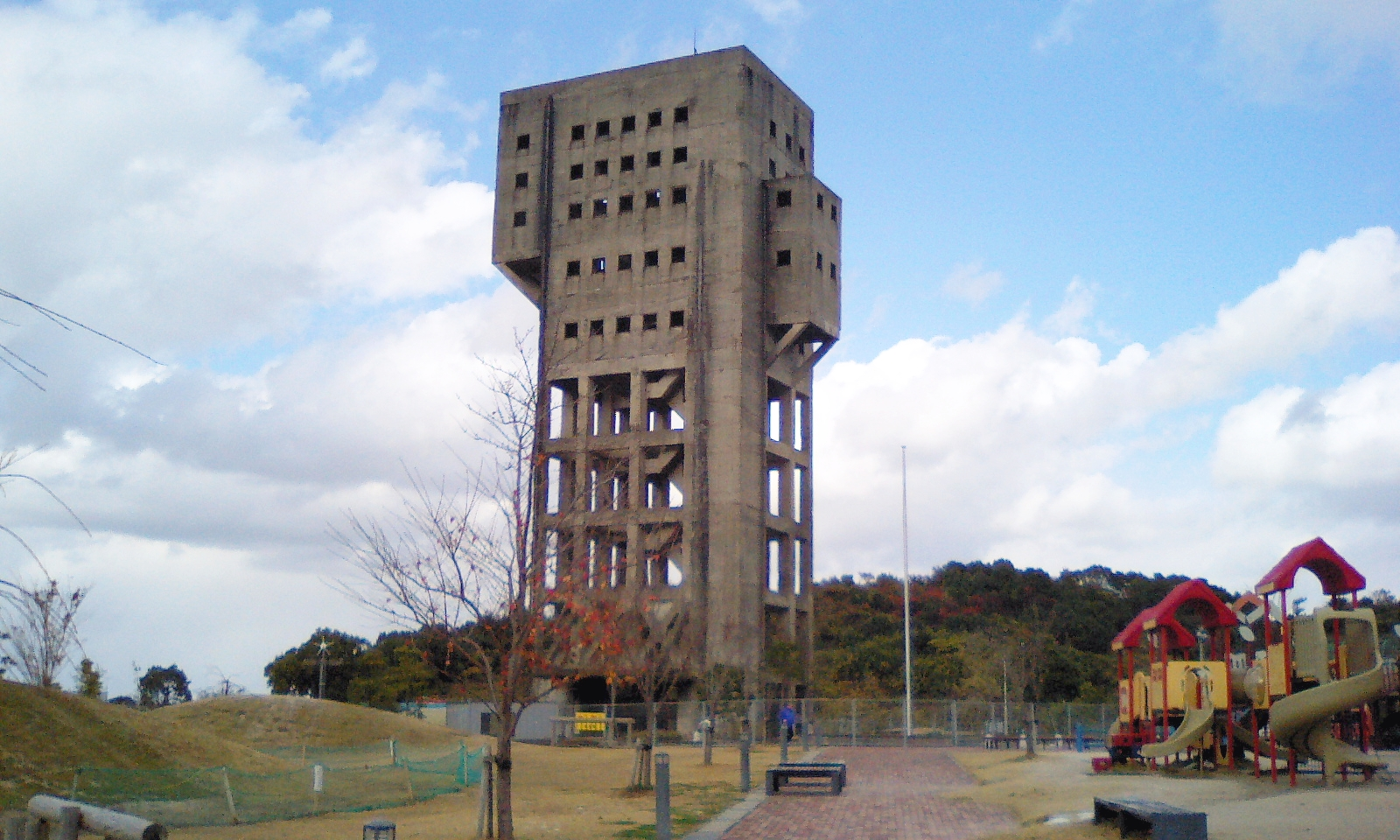
周囲は運動公園として整備されている。櫓の後ろに見えているのは硬山

志免鉱業所竪坑櫓（しめこうぎょうしょたてこうやぐら）は、福岡県糟屋郡志免町にある元国鉄志免鉱業所（志免炭鉱・旧海軍炭鉱）の産業遺産である。
現在では、近代建設技術史上価値が高いものとして、当初文化庁の登録有形文化財に登録されて、2009年（平成21年）に文部科学省が指定する国の重要文化財に指定されているほか、経済産業省の近代化産業遺産に認定され、文化庁の近代化遺産の定義にもされている。
当初国有鉄道から石炭鉱山の設備研究施設設立を目的として無償譲渡を受けた通商産業省の特殊法人である石炭合理化事業団→新エネルギー総合開発機構が、酒殿立坑，酒殿斜坑ロの敷地を，九州鉱山保安センターに活用した他、本来の敷地は放置していた。この間に志免町では、解体推進論者の声が高まり、経済産業省の独立行政法人となっていた新エネルギー・産業技術総合開発機構（NEDO）※現在は国立研究開発法人である。に、町から「立坑櫓，各斜坑ロ，排気扇風機坑ロの電動機機械棟等残存施設を全て解体して、更地で返還せよ」と申し出がされた。NEDOからは「費用を負担されるなら解体に応じる」とされたため、膠着状態が続いていた。国内建設の塔櫓捲形式の立坑櫓は、2基建設された後期形の密閉ビルディングタワー形式を含めて4基。初期型のハンマーコップフ形で同形状の熊本県荒尾市所在の三井三池炭鉱四ツ山第1立坑櫓が解体された事で、海軍炭鉱志免立坑櫓が注目され、学会から「旧志免鉱業所立坑櫓等に対する保存要望書」が提出される事となった。志免町では、解体業者に委託して「志免立坑櫓等解体業務委託調査報告書」を作成して住民には、簡易版が配布された。
「『志免立坑櫓等解体業務委託調査報告書』
総合目視→下層階の脚部は、老朽化が激しく、初期の耐荷性は無い。耐震性も無く早急に解体する必要がある。
保存する場合には、強度面から補強する必要がある。現状維持は難しいため、大掛かりな対策が必要である。
補強の必要が無い場所も、コンクリートの施工不良が多く、鉄筋の被りが不足し劣化進行で中性化している。コンクリートの欠損部、鉄筋腐食部の補修や、コンクリートの中性化の防止が必要である。
費用に就いては、解体する場合には、3億4000万円で済むのに対し、保存する場合の補修，補強費用は、3億6000万円掛かる。更に長期維持管理費用が年々嵩む事になる。
以上、保存方法がない訳ではないが、原形保存は難しく、保存する場合は、解体する費用よりはるかに莫大な費用が発生する他に、維持管理費用が年々嵩む事になる。保存目的が何かで評価は別れる。
結論
⑴公共施設使用は難しい。
⑵観光資源の利用には費用が多すぎる。
⑶歴史遺産・文化財の評価は無いと考える。
⑷経済的に、投資効果は無いと考える。
以上
1999年3月
志免町委託，受託東亜建設技術㈱」が出された。シンポジウムで、解体業者が、解体するべき点を示して質問をして来た。業者は「我々の調査では、コンクリートの表面が剥がれ堕ちて居るのは、鉄筋爆裂と評価する。全ての鉄筋に割れ目から侵入した雨水で、錆びて膨張して居ると思われる。今後柱の鉄筋が膨張爆裂して、更にコンクリートが剥離しないと云えるか？」と、専門用語を使えば聴講者達は「なるほど、解体するべき。」となると考えたようである。だが海軍時代に技手として実際に建設に携わった故浜島毅氏は「海軍施工で施工不良は僅か。近年の鉄道高架橋でも もっと年数を経て居る東京や大阪の高架橋の場所でも、補強は不要で毎日重たい列車が通っている。この櫓は鉄筋の数も鉄道高架橋や、他よりずっと多い。鉄筋爆裂も一番表で、ひび割れの部分だけである。ひび割れを修理すれば絶対に壊れない」　と解体業者の質問の回答である。
解体業務委託報告書では，"ない"とされる価値については以下の事実となった。
海軍建設で、多くの高性能鉄筋が使用され、コンクリートも基本的に良質な物が使われて建築された。丈夫さは福岡県西方沖地震でも、耐震性は証明された。
公共施設の公園とされ多くの利用者，見学者が訪れて居る。
2000年代には、マニアックな廃墟ガイド等と、一部の専門書(建築、土木、産業考古学、産業技術史等)のみの掲載であった。また、テレビコマーシャル「大分麦焼酎二階堂」で、全国放映に出された。
2025年現在は、観光ガイド，遺跡，史跡のガイド、SNSの観光ガイド(じゃらん/リクルート社等)にも掲載され，多くの見学者が訪れて居り，多くのコメントもされて居る。
歴史遺産，文化財の価値は，文化庁の登録有形文化財に認定され，文部科学省の重要文化財に指定された事で、価値が証明されて居る。
重要文化財修理事業と，付近の設備事業で予算が掛かったが，文化財的価値と，多くの観光客(じゃらんのサイトでは，全国を見学している見学者も多く訪れてコメントを寄せて居る)が訪れて居る事で，投資価値も認められた。

## 概要

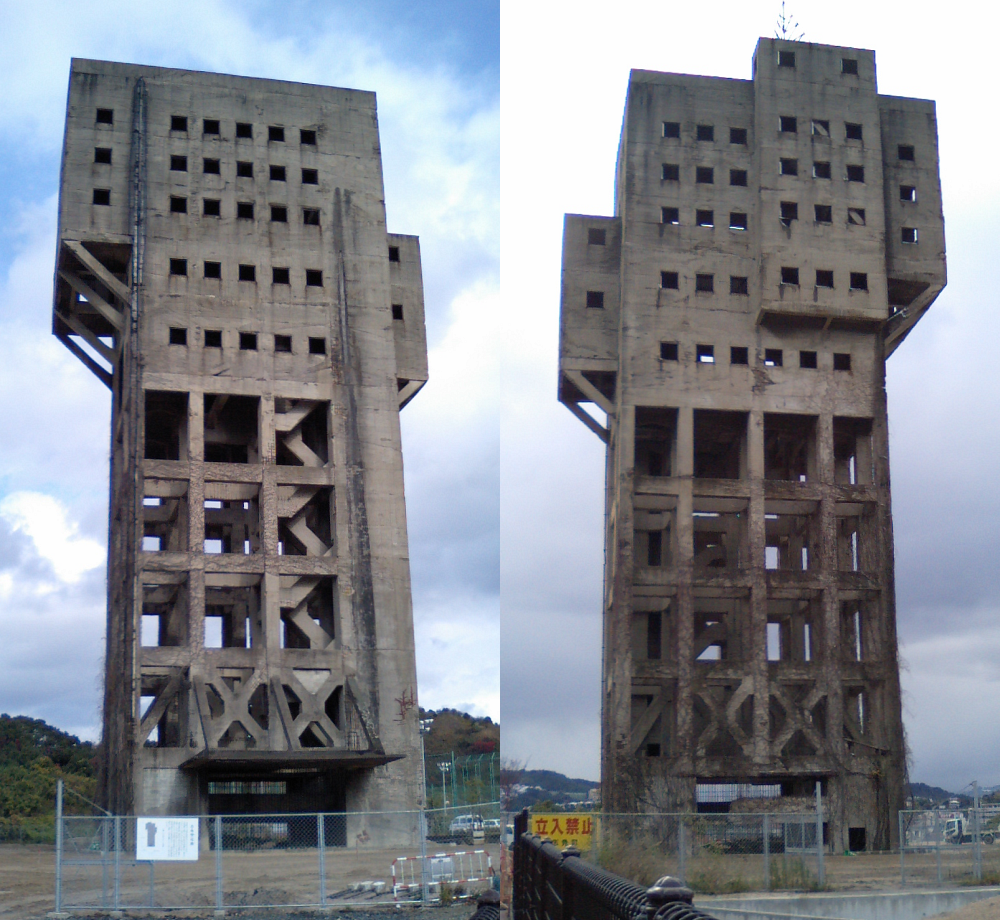
旧志免鉱業所竪坑櫓（右は北北東から、左は南南西からそれぞれ撮影。※設計上北北東面が正面である）

旧日本海軍や日本国有鉄道によって運営された「国営炭鉱」であった海軍新原炭鉱（後に国鉄志免鉱業所となる）の採炭夫を昇降させ、石炭を搬出するための施設である。当時の海軍燃料廠採炭部（後に第四海軍燃料廠）の海軍技術少将であった猪俣昇による設計で、捲揚機が櫓上部にある塔櫓捲（ワインディングタワー、またはタワーマシン）形式の竪坑櫓として下層炭の採掘用として造られたものである。
地上にある櫓の部分は1941年（昭和16年）に着工し、1943年（昭和18年）に完成。地下の竪坑は竪坑櫓の完成後1943年（昭和18年）から1945年（昭和20年）にかけて開削され完成をしたとされた。竪坑の底である壺下は完成形の竪坑では半球形にコンクリート等で塞がれるが、この竪坑の設計図には壺下の設計は記載されておらず土などの開削をした跡がそのままとされて、最下層の石炭の採掘にも竪坑の延長が出来る様に読み取れる。終戦時には採掘用の坑道まではまだ出来上がっておらず、国鉄移管後までは出炭は出来なかった。
海軍が軍艦用として開設した炭鉱で敗戦時は第四海軍燃料廠という名称であったが、敗戦後、海軍省の消滅により大蔵省が一時所有していた際、海軍炭鉱最後の所長である猪俣により、SL運転用の石炭が不足していた運輸省に移管させられ、運輸省門司鉄道局志免鉱業所となった。
猪俣は、嘱託として初代所長を引き受けたが、翌年、元からの国鉄職員と交代をし、自らは嘱託技術職員となり後に退職、民営炭鉱へと転職をした。
国鉄移管後に竪坑からも石炭が揚炭されていったが、最下層の採掘はされず国鉄鉄道路線の電化及び内燃化により、1964年（昭和39年）に閉山となった。
イギリスで製鋼された上等のスウェーデン鋼や、寺の鐘を、戦時下に海軍が没収し、材料として用いた鉄筋コンクリート構造で、当時の価格で200万円（関連施設含む。2022年現在の価値で約6億6千万円）の予算をかけて建設された。高さ47.65m、長辺15m、短辺12.25m。9階建てとされ、8階にケーペプーリーという捲揚用の巨大な滑車とそれの可動用捲揚機の電動機（東芝製1000HP）を設置し、東側の小突出が運転席であった。
竪坑櫓の9階には、天井移動起重機の走行移動用レールが設置され、西側突出の底は穴が開けられており、地上からこの天井移動起重機で部品の昇降が行われた。設計図では実際に設置された捲揚機から、西の位置へ直角にもう1セットの捲揚機を設置するように描かれていた。実際に設置された方の捲揚機はケージ、炭車と呼ばれるトロッコの昇降と職員の昇降に利用された。もう片方はエレベーターの籠に直接石炭を積み込み、底が漏斗状となり、石炭を運搬用のベルトコンベアーや炭車に積める形であるスキップというシステムに設計されている様に設計図に書かれている。
機器は設置されなかったが，櫓の8階の床には、ケーペプーリーと捲揚電動機設置用に穴が空けられて居り、未設置であったため鉄板で塞がれて居た。6階にもガイドプーリー用の穴が空けられて居り、操業時は鉄板で塞がれて居り落下防止がなされて居た。その階下(5階)はワイヤロープ用の300㎜角の穴も空けられて居り、この穴は下からも確認出来る。5階の西側中央には、大きな鉄扉が設置され、地上から9階設置の天井移動起重機によって捲揚げられた部品を、横取りの形で収納し、または、捲卸しして、櫓上部で使用する機材の交換が行われた。
この立坑櫓は海軍の軍事施設でもあったため、立坑櫓の全ての窓には、鉄製の内窓(雨戸が内蔵された形状)が設置されて居た。空襲時の明かり漏れを防ぎ、作業の中断を防止するためである。窓は100㎝四方の正方形の鉄製サッシュで、上部に蝶番が付き外へ押し開ける構造で腕付き。窓硝子は縦は半分で横は3分割の6つ割りの縦約33㎝×横約50㎝の横長長方形6枚がオリジナルである。整備工事では、櫓の負担を減らすため、アルミサッシュで100㎝×100㎝の硝子で軽量化してある。
地上から炭層に垂直に掘られた竪坑が地直径7m、壺下が地下430mまで延び、竪坑櫓の捲揚室にはケーペ式捲揚機が設置された。直結する直径5mのケーペプーリーが櫓の高層部、高さ35mの8階に置かれた。6階には直径4mの、位置の決定および滑り止め用のガイドプーリーが設置されている。7階にはブレーキシステムが置かれた。9階には地上からメンテナンス部品を吊り揚げる石川島製の天井移動起重機が設置されて居た。その立坑櫓の形式はタワーマシン(ワインディング・タワー=塔櫓捲式）と呼ばれる形で、戦前建設の下部は脚のみで上部に大形の機械室と、運転室を持つ。そのため頭部が相当に大きい状態となり、ハンマーコップフのタイプと呼ばれる。
この初期型の形式である、国内設置のワインディングタワーは三井三池炭鉱四山第一竪坑に設置されていたが、既に解体されている。解体当時、学会の一部には、志免町のこの竪坑櫓は知られておらず、荒尾市の四山第一竪坑櫓解体後、貴重な他に例を見ない立坑櫓が解体をされてしまったと大騒ぎになっていたが、残存している事が広く知られると、四山第一立坑櫓と同形式の竪坑櫓として注目を集めた。
ワインディングタワー形竪坑櫓で、第二次世界大戦終戦前に建設されたもので現存しているハンマーコップフ形式の立坑櫓は、国鉄志免（旧海軍）炭鉱と、旧南満州鉄道が建設経営をしていた撫順炭鉱龍鳳竪坑（中国・撫順市）、トランブルール炭鉱（ベルギー・リエージュ州）の3か所だけである。
石炭鉱山研究施設の建設目的で、国有鉄道から譲渡された石炭合理化事業団は、酒殿立坑と酒殿坑の敷地に『九州鉱山研修センター』を設置し、新エネルギー総合開発機構となった後もメイン施設は放置し、途中で斜坑の捲揚機やスキップ櫓等は解体。立坑櫓に遺されていた捲揚機、ケーペプーリ、ガイドプーリ、制動装置、天井移動起重機、窓硝子、窓サッシュ、明かり漏れ防止板、運転機器、トイレ等は、櫓上部の重量物撤去として、全て取り外した。
国内のタワーマシン（ワインディング・タワー、塔櫓捲）形式の立坑櫓の国内建設は、戦前に三井石炭鉱業㈱が熊本県荒尾市四ッ山町に建設した三池鉱業所四ツ山第1立坑櫓、海軍燃料廠採炭部が福岡県糟屋郡志免町に建設した志免立坑櫓、戦後に中興鉱業㈱が長崎県北松浦郡福島町（現・松浦市）に建設した福島第1立坑櫓、羽幌炭礦鉄道㈱が北海道苫前郡羽幌町三毛別に建設した羽幌運搬立坑櫓の4基のみである。
戦前に建設された前期形状ハンマーコップフ形式、戦後の建設の後期形状のビルディングタワー形式がそれぞれ2基ずつ建設されていた。
国内にこの形式の立坑櫓が現存するのは戦前・戦後、各1基。戦前形式は海軍の建設した志免立坑櫓で、戦後の建設は羽幌炭礦鉄道㈱が建設した羽幌運搬立坑櫓が残存している。
志免立坑櫓は内部の機械は撤去されているが、羽幌運搬立坑櫓は内部機構も残存している。
羽幌のビルディングタワー形式の立坑櫓は国内唯一現存である。

## 所在地・交通
- 所在地：福岡県糟屋郡志免町大字志免495番地3
- 交通
  - 路線バス
    - 福岡空港から西鉄バス行き先番号(2)新原経由宇美営業所行きで「東公園台2丁目」下車、徒歩3分（180m）。(37)志免経由四王寺坂行き「下志免」下車、徒歩6分（510m）。
    - 博多バスターミナル（博多駅）から行き先番号(32)志免経由原田橋・宇美営業所方面、(37)福岡空港、志免経由四王寺坂行き、天神から行き先番号(32)博多駅経由原田橋・宇美営業所方面、(34)吉塚駅、志免経由原田橋・宇美営業所方面「下志免」下車、徒歩6分（※行き先番号(34):吉塚駅経由）（510m）。

  - 鉄道
    - JR香椎線酒殿駅または須恵駅から徒歩約15～20分（約1700m）。酒殿駅からは見えている[17]。
    - 九州自動車道須恵スマートインターチェンジから1.6km。隣接するシーメイトに駐車場あり。